# Francis Herbert Wenham

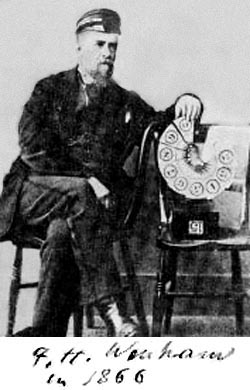
F.H. Wenham em 1866.

Francis Herbert Wenham, (✰ Kensington, 1824;✝ Local desconhecido, 1908) foi um engenheiro naval britânico, filho de um cirurgião do Exército, que estudou a questão do voo tripulado e escreveu um influente e perspicaz trabalho acadêmico que ele apresentou no primeiro encontro da Royal Aeronautical Society em Londres em 1866.

## Contribuição para a aviação
O trabalho de Wenham, intitulado: Aerial Locomotion, foi publicado no jornal da Sociedade e também em várias outras publicações aeronáuticas na década de 1890, incluindo a Progress In Flying Machines de Octave Chanute. Nesse trabalho, Wenham introduziu o conceito de asas sobrepostas que deu origem aos biplanos, triplanos e multiplanos, tanto em planadores na década de 1890 quanto em aeronaves nas primeiras décadas do século XX.
De acordo com algumas fontes, John Stringfellow foi influenciado pelo trabalho de Wenham ou por sua comunicação pessoal com ele quando criou seu modelo triplano de aeronave que foi demonstrado publicamente na exibição internacional no Crystal Palace em 1868.
O primeiro teste de Wenham com um modelo de asas superpostas que se assemelhava a uma persiana ocorreu em 1866. Algumas variantes foram testadas com relativo sucesso, o que levou Wenham a tentar construir uma máquina que levasse um homem. Ele fez o teste numa tarde de ventos fortes. Ele foi pego de surpresa, quando escreveu: "Uma súbita rajada de vento atingiu o experimento, que se ergueu a uma certa distância do solo". Uma tentativa com um monoplano foi feita naquele mesmo ano mas sem consequências práticas.
Em 1871, e seu colega John Browning projetaram e construíram o que provavelmente foi o primeiro túnel de vento do Mundo. Os experimentos deles demonstraram que: uma proporção maior entre o comprimento e a largura de asas com a mesma área, gerava uma taxa de sustentação em relação ao arrasto. Escrevendo sobre esse trabalho, Wenham pode ter sido o primeiro cientista a usar a palavra "aeroplano".

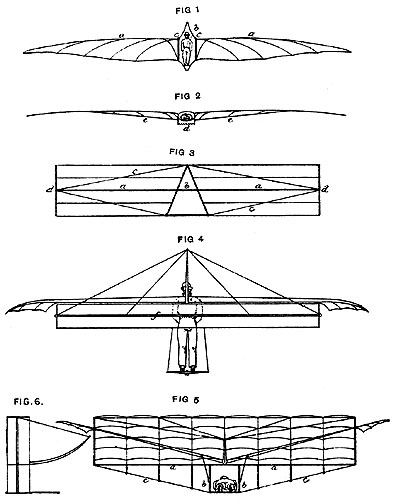
Várias vistas do planador
de F.H. Wenham de 1866.

A escritora especializada em aviação, Carroll Gray, afirma que Wenham pode ter influenciado decisivamente o trabalho dos Irmãos Wright:
"É interessante notar que ao menos quatro importantes elementos das "máquinas voadoras" (planadores e aeronaves, incluindo o Wright Flyer de 1903) dos Wright foram sugerido por Wenham em 1866: 1) asas superpostas, 2) suportes verticais entre as asas, 3) a posição de bruços do piloto, e 4) que as curvas em voo fossem obtidas gerando mais sustentação em um dos lados da aeronave ao invés do uso de um único leme. É também importante reafirmar que o trabalho de Wenham, o "Aerial Locomotion" estava disponível para Wilbur Wright (assim como para Orville) no "Aeronautical Annual" de 1895 o qual a Smithsonian Institution recomendou explicitamente à Wilbur Wright em Junho de 1899 (assim como outros materiais de leitura), que ele rapidamente obteve e estudou."
A aeronáutica era um "trabalho de tempo livre" para Wenham. Seu trabalho regular era o de projetar motores navais, hélices de navio, motores à gás e ar quente e aquecedores de alta pressão.
Wenham tinha também conhecimento no uso de microscópios, tendo publicado vários estudos sobre o assunto, chegando a projetar e fabricar alguns deles.